# Список боевых кораблей ВМС США, потерянных во Второй мировой войне (230—527)
В списке перечислены 299 боевых корабля Военно-морских сил Соединённых Штатов Америки, потерянных в ходе военных действий в период с 31 октября 1941 по 22 сентября 1945 года. Соединённые Штаты официально вступили во Вторую мировую войну 7 декабря 1941 года, объявив войну Японской империи, а четыре дня спустя войну Соединённым Штатам объявили Третий рейх и Королевство Италия. США закончили войну 2 сентября 1945 года. Однако, ВМС США несли потери как до официального вступления в войну, так и после подписания акта о капитуляции Японии. Так, первый американский военный корабль был потерян ещё за месяц до нападения на Пёрл-Харбор, а последний спустя почти месяц после окончания войны. В этом списке представлены военные корабли ВМФ США:
- непосредственно погибшие в ходе сражений, боевых патрулей;
- уничтоженные собственными экипажами во избежание захвата неприятелем;
- тяжело повреждённые в боях и объявленные не подлежащими восстановлению, вследствие чего затопленные или пущенные на металлолом, в том числе и после окончания войны;
- потерянные из-за несчастных случаев или стихийных бедствий (допущенные экипажами ошибки; тайфуны)

По техническим причинам, в виду большого объёма, полный список всех потерянных кораблей разбит на три части. Названия кораблей каждого класса даны в алфавитном порядке.
| № списка | Классы кораблей |
| -------- | --- |
| 1        | Линкоры, авианосцы, эскортные авианосцы, плавучие базы гидросамолётов, тяжёлые крейсера, лёгкие крейсера, эсминцы, эскортные миноносцы, подводные лодки, минные заградители, тральщики, канонерские лодки. |
| 2        | Охотники за подводными лодками, торпедные катера, танкодесантные корабли, танкодесантные катера, средние десантные корабли, большие десантные катера, большие десантные катера поддержки, войсковые транспорты, военные грузовые суда, флотские танкеры, большие океанские буксиры и большие вспомогательные суда. |
| 3        | Патрульные катера, плавучие сухие доки, плавучие краны, лихтеры, баржи, понтоны, паромы, железнодорожные паромы, малые портовые буксиры и малые вспомогательные суда. |

Флот Соединённых Штатов Америки во Второй Мировой войне потерял 18 охотников за подводными лодками, 68 торпедных катеров, 41 танкодесантный корабль, 71 танкодесантный катер, 9 средних десантных кораблей, 21 большой десантный катер, 6 больших десантных катеров поддержки, 23 войсковых транспорта, 4 военных грузовых судна, 6 флотских танкеров, 10 малых портовых буксиров и 22 иных вспомогательных судна.

## Охотники за подводными лодками

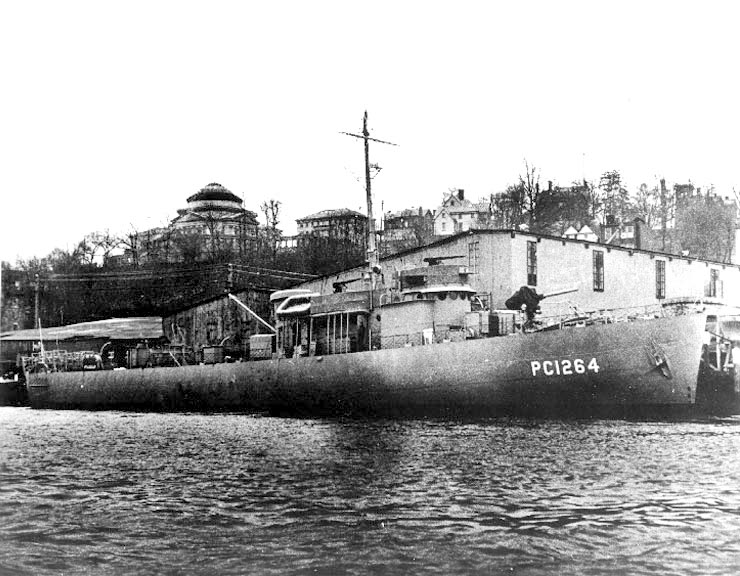
Охотник за подводными лодками «USS PC-1264», аналогичный потопленным

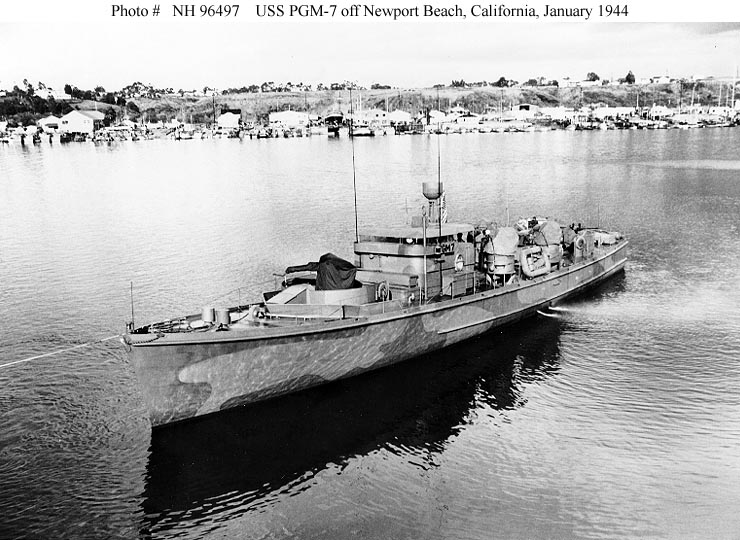
Охотник за подводными лодками «USS SC-1072», аналогичный потопленным

| Название    | Местоположение останков          | Дата потопления | История потопления |
| ----------- | -------------------------------- | --------------- | --- |
| USS PC-496  | 37°23′00″ с. ш. 9°52′00″ в. д.   | 4 июня 1943     | Потоплен итальянской субмариной к северу от Бизерты |
| USS PC-558  | 38°41′00″ с. ш. 13°43′00″ в. д.  | 9 мая 1944      | Торпедирован немецкой подводной лодкой «U-230» вблизи Палермо |
| USS PC-1129 | 14°05′00″ с. ш. 120°30′00″ в. д. | 31 января 1945  | Уничтожен японским катером-камикадзе севернее острова Лубанг |
| USS PC-1261 | 49°40′00″ с. ш. 1°10′00″ з. д.   | 6 июня 1944     | Подорвался на немецкой мине и затонул у Гранкан-Мези |
| USS PC-1603 | 26°25′00″ с. ш. 127°56′00″ в. д. | 26 мая 1945     | Переоборудованный тральщик типа «Адруа». Тяжело повреждён двумя истребителям-камикадзе Ki-61. Не восстанавливался. После войны останки корабля переданы японцам, которые использовали их в качестве мола на острове Керама |
| USS SC-521  | 11°03′00″ ю. ш. 164°50′00″ в. д. | 10 июля 1945    | Затоплен у островов Санта-Крус |
| USS SC-694  | 38°08′00″ ю. ш. 13°22′00″ в. д.  | 23 августа 1943 | Потоплен авиабомбами немецких бомбардировщиков Ju-88 у Палермо |
| USS SC-696  | 38°08′00″ ю. ш. 13°12′00″ в. д.  | 23 августа 1943 | Потоплен авиабомбами немецких бомбардировщиков Ju-88 у Палермо |
| USS SC-700  | Велья-Лавелья                    | 10 марта 1944   | Затоплен из-за пожара во внутренних помещениях |
| USS SC-709  | Кейп-Бретон                      | 21 января 1943  | Сел на мель у берегов Новой Шотландии |
| USS SC-740  | 15°32′00″ ю. ш. 147°06′00″ в. д. | 17 июня 1943    | Сел на мель вблизи Большого Барьерного рифа |
| USS SC-744  | 10°44′00″ с. ш. 125°07′00″ в. д. | 27 ноября 1944  | Уничтожен самолётом-камикадзе в заливе Лейте |
| USS SC-751  | 21°56′00″ ю. ш. 113°53′00″ в. д. | 22 июня 1943    | Сел на мель вблизи Норт-Уэст-Кейп |
| USS SC-984  | Новые Гебриды                    | 9 апреля 1944   | Сел на мель у северных берегов Австралии |
| USS SC-1019 | 22°28′00″ с. ш. 84°30′00″ з. д.  | 22 апреля 1945  | Сел на мель в Юкатанском проливе |
| USS SC-1024 | 35°12′00″ с. ш. 74°57′00″ з. д.  | 2 марта 1943    | Затонул вследствие столкновения с другим судном восточнее Памлико-саунд |
| USS SC-1059 | Нью-Провиденс                    | 11 декабря 1944 | Сел на мель у Багамских островов |
| USS SC-1067 | Атту                             | 19 ноября 1943  | Затоплен экипажем |

## Торпедные катера

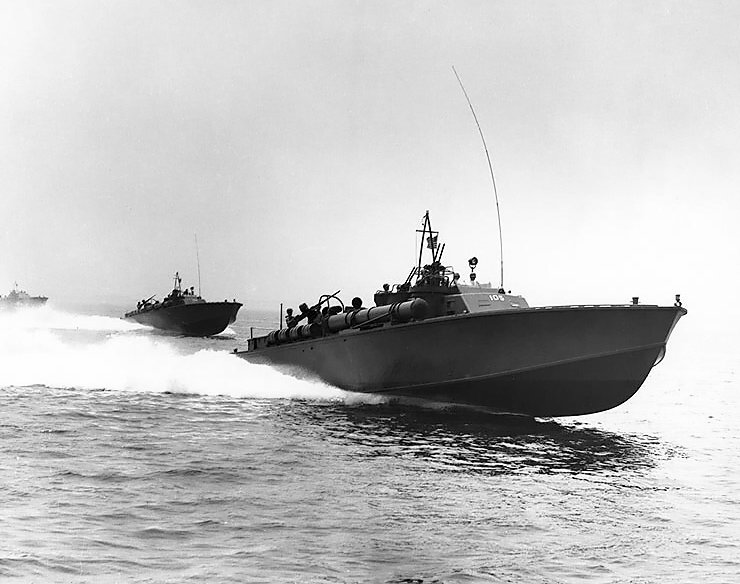
Торпедный катер «USS PT-105», аналогичный потопленным

| Название   | Местоположение останков          | Дата потопления  | История потопления |
| ---------- | -------------------------------- | ---------------- | --- |
| USS PT-22  | Адак                             | 11 июня 1943     | Тяжело поврежден во время шторма и затоплен экипажем |
| USS PT-28  | Унимак                           | 12 января 1943   | Тяжело поврежден во время шторма и затоплен экипажем |
| USS PT-31  | 14°45′00″ ю. ш. 120°13′00″ в. д. | 20 января 1942   | Наскочил на мель в Субик-Бей. На следующий день затоплен экипажем |
| USS PT-32  | 10°58′00″ с. ш. 121°12′00″ в. д. | 13 марта 1942    | Потоплен артиллерийским огнём подводной лодки «Пермит» западнее острова Панай во избежание захвата неприятелем                                                                                       |
| USS PT-33  | Южный Илокос                     | 15 декабря 1941  | Наскочил на мель и был затоплен экипажем |
| USS PT-34  | 10°16′00″ ю. ш. 123°52′00″ в. д. | 9 апреля 1942    | Уничтожен авиабомбами японского самолёта западнее Себу |
| USS PT-35  | 10°18′00″ ю. ш. 124°54′00″ в. д. | 12 апреля 1942   | Затоплен экипажем во избежание захвата японцами у острова Себу |
| USS PT-37  | Гуадалканал                      | 1 февраля 1943   | Потоплен артиллерийским огнём японского эсминца «Кавакадзэ» у мыса Эсперанс |
| USS PT-41  | Ланао                            | 15 апреля 1942   | Затоплен экипажем во избежание захвата японцами у острова Минданао |
| USS PT-43  | 9°15′00″ ю. ш. 159°42′00″ в. д.  | 10 января 1943   | Тяжело повреждён артиллерийским огнём японских кораблей и затоплен экипажем восточнее Павуву |
| USS PT-44  | 9°10′00″ ю. ш. 159°45′00″ в. д.  | 11 декабря 1942  | Потоплен артиллерийским огнём японских эсминцев «Судзукадзэ» и «Кавакадзэ» восточнее Павуву |
| USS PT-63  | 1°45′00″ ю. ш. 150°01′00″ в. д.  | 18 июня 1944     | Уничтожен пожаром во время заправки у острова Эмирау |
| USS PT-67  | 9°02′00″ ю. ш. 149°20′00″ в. д.  | 17 марта 1943    | Уничтожен пожаром во время заправки у Новой Гвинеи |
| USS PT-68  | 5°56′00″ ю. ш. 147°18′00″ в. д.  | 1 октября 1943   | Наскочил на мель и был затоплен экипажем у Новой Гвинеи |
| USS PT-73  | 13°50′00″ ю. ш. 120°10′00″ в. д. | 15 января 1945   | Наскочил на мель и был затоплен экипажем северо-западнее острова Миндоро во избежание захвата японцами                                                                                               |
| USS PT-77  | 13°55′00″ ю. ш. 120°36′00″ в. д. | 1 февраля 1945   | Потоплен по ошибке американским эсминцем «Канингхэм» южнее Лубанга |
| USS PT-79  | 13°55′00″ ю. ш. 120°39′00″ в. д. | 1 февраля 1945   | Потоплен по ошибке американским эсминцем «Канингхэм» южнее Лубанга |
| USS PT-107 | 1°45′00″ ю. ш. 150°01′00″ в. д.  | 18 июня 1944     | Уничтожен пожаром во время заправки у острова Эмирау |
| USS PT-109 | 8°03′00″ ю. ш. 156°58′00″ в. д.  | 2 августа 1943   | Протаранен японским эсминцем «Амагири» в проливе Блэкетт. Данный корабль примечателен тем, что им командовал будущий 35-й президент США Джон Кеннеди                                                 |
| USS PT-110 | 6°17′00″ ю. ш. 150°09′00″ в. д.  | 26 января 1944   | Уничтожен взорвавшейся на палубе глубинной бомбой южнее острова Новая Британия |
| USS PT-111 | Гуадалканал                      | 1 февраля 1943   | Потоплен артиллерийским огнём эсминца «Кавакадзэ» |
| USS PT-112 | 9°15′00″ ю. ш. 159°42′00″ в. д.  | 10 января 1943   | Потоплен артиллерийским огнём эсминцев «Токицукадзэ» и «Хацукадзэ» у Гуадалканала |
| USS PT-113 | 9°12′00″ ю. ш. 146°29′00″ в. д.  | 8 августа 1943   | Наскочил на мель у южных берегов Новой Гвинеи и был оставлен командой |
| USS PT-117 | 8°24′00″ ю. ш. 157°19′00″ в. д.  | 1 августа 1943   | Тяжело повреждён японским пикирующим бомбардировщиком, после был посажен на мель у острова Лумбари и покинут                                                                                         |
| USS PT-118 | 7°34′00″ ю. ш. 165°35′00″ в. д.  | 7 сентября 1943  | Наскочил на камни у острова Велья-Лавелья, был уничтожен командой во избежание захвата неприятелем                                                                                                   |
| USS PT-119 | 9°02′00″ ю. ш. 149°20′00″ в. д.  | 17 марта 1943    | Уничтожен пожаром у берегов Новой Гвинеи |
| USS PT-121 | 5°17′00″ ю. ш. 151°01′00″ в. д.  | 27 марта 1944    | Потоплен по ошибке австралийскими самолётами в архипелаге Бисмарка |
| USS PT-123 | Гуадалканал                      | 1 февраля 1943   | Потоплен японским самолётом |
| USS PT-133 | 3°28′00″ ю. ш. 143°34′00″ в. д.  | 15 июля 1944     | Потоплен огнём японской береговой батареи у северных берегов Новой Гвинеи |
| USS PT-135 | 5°29′00″ ю. ш. 152°09′00″ в. д.  | 12 апреля 1944   | Наскочил на мель и был затоплен командой у северных берегов Новой Гвинеи |
| USS PT-136 | 5°55′00″ ю. ш. 148°01′00″ в. д.  | 17 сентября 1943 | Наскочил на мель и был затоплен командой в проливе Витязь |
| USS PT-145 | 5°34′00″ ю. ш. 146°10′00″ в. д.  | 4 января 1944    | Наскочил на мель и был затоплен командой у северо-восточных берегов Новой Гвинеи |
| USS PT-147 | 5°55′00″ ю. ш. 147°20′00″ в. д.  | 19 ноября 1943   | Наскочил на мель и был затоплен командой у северо-восточных берегов Новой Гвинеи |
| USS PT-153 | 8°20′00″ ю. ш. 157°15′00″ в. д.  | 4 июля 1943      | Наскочил на мель и был затоплен командой у острова Коломбангара |
| USS PT-158 | 8°20′00″ ю. ш. 157°15′00″ в. д.  | 5 июля 1943      | Наскочил на мель и был затоплен командой у острова Коломбангара |
| USS PT-164 | 8°25′00″ ю. ш. 157°20′00″ в. д.  | 1 августа 1943   | Потоплен японским самолётом у острова Коломбангара |
| USS PT-165 | 23°45′00″ ю. ш. 166°30′00″ в. д. | 23 мая 1943      | Перевозился на борту панамского танкера «Станвак Манила». Танкер был торпедирован японской подводной лодкой «I-17». Катера PT-165 и PT-173 ушли на дно вместе с обломками танкера южнее города Нумеа |
| USS PT-166 | 8°15′00″ ю. ш. 156°53′00″ в. д.  | 20 июля 1943     | Потоплен по ошибке американскими бомбардировщиками B-25 у острова Ранонгга |
| USS PT-172 | 7°34′00″ ю. ш. 165°35′00″ в. д.  | 7 сентября 1943  | Наскочил на мель и был затоплен экипажем у острова Велья-Лавелья |
| USS PT-173 | 23°45′00″ ю. ш. 166°30′00″ в. д. | 23 мая 1943      | Перевозился на борту панамского танкера «Станвак Манила». Танкер был торпедирован японской подводной лодкой «I-17». Катера PT-165 и PT-173 ушли на дно вместе с обломками танкера южнее города Нумеа |
| USS PT-193 | 0°55′00″ ю. ш. 134°52′00″ в. д.  | 25 июня 1944     | Наскочил на мель у северо-восточного берега острова Новая Гвинея и был сожжён экипажем |
| USS PT-200 | 41°00′00″ с. ш. 71°00′00″ з. д.  | 22 февраля 1944  | Затонул после столкновения с неизвестным объектом южнее Ньюпорта |
| USS PT-202 | 43°23′00″ с. ш. 6°43′00″ в. д.   | 16 августа 1944  | Подорвался на мине и затонут в заливе Фрежюс |
| USS PT-218 | 43°23′00″ с. ш. 6°43′00″ в. д.   | 16 августа 1944  | Подорвался на мине и затонут в заливе Фрежюс |
| USS PT-219 | Атка                             | 14 сентября 1943 | Тяжело повреждён во время шторма, затоплен командой |
| USS PT-239 | 7°42′00″ ю. ш. 156°47′00″ в. д.  | 14 декабря 1943  | Уничтожен пожаром севернее острова Велья-Лавелья |
| USS PT-247 | 6°38′00″ ю. ш. 156°01′00″ в. д.  | 5 мая 1944       | Потоплен огнём японских береговых батарей юго-восточнее острова Бугенвиль |
| USS PT-251 | 6°30′00″ ю. ш. 155°10′00″ в. д.  | 26 февраля 1944  | Потоплен огнём японских береговых батарей восточнее острова Бугенвиль |
| USS PT-279 | 5°30′00″ ю. ш. 154°15′00″ в. д.  | 11 февраля 1944  | Затонул после столкновения с катером PT-282 северо-восточнее острова Бугенвиль |
| USS PT-283 | 6°27′00″ ю. ш. 155°08′00″ в. д.  | 17 марта 1944    | Погиб от дружественного артиллерийского огня эсминца «Гест» восточнее острова Бугенвиль |
| USS PT-300 | 12°19′00″ с. ш. 121°05′00″ в. д. | 18 декабря 1944  | Уничтожен японским самолётом-камикадзе южнее острова Миндоро |
| USS PT-301 | 1°15′00″ ю. ш. 136°23′00″ в. д.  | 7 ноября 1944    | Тяжело повреждён случайным взрывом боеприпасов вблизи острова Биак. Работы по восстановлению были признаны нецелесообразными и катер был уничтожен в августе 1945 года                               |
| USS PT-311 | 43°41′00″ с. ш. 9°37′00″ в. д.   | 18 ноября 1944   | Подорвался на минах восточнее Ливорно |
| USS PT-320 | 11°11′00″ с. ш. 125°05′00″ в. д. | 5 ноября 1944    | Уничтожен японским самолётом-камикадзе в заливе Лейте |
| USS PT-321 | 11°25′00″ с. ш. 124°19′00″ в. д. | 11 ноября 1944   | Наскочил на мель у северо-восточного берега острова Лейте и был затоплен экипажем |
| USS PT-322 | 6°09′00″ ю. ш. 147°36′00″ в. д.  | 23 ноября 1944   | Наскочил на мель у северных берегов Новой Гвинеи и был затоплен экипажем |
| USS PT-323 | 10°33′00″ с. ш. 125°14′00″ в. д. | 10 декабря 1944  | Повреждён японским самолётом-камикадзе в заливе Лейте, затем был посажен на мель и покинут |
| USS PT-337 | 4°09′00″ ю. ш. 144°50′00″ в. д.  | 7 марта 1944     | Потоплен огнём японской береговой батареи у северных берегов Новой Гвинеи |
| USS PT-338 | 12°06′00″ с. ш. 121°23′00″ в. д. | 28 января 1945   | Наскочил на камни у южнее острова Миндоро и был затоплен |
| USS PT-339 | 4°01′00″ ю. ш. 144°41′00″ в. д.  | 27 мая 1944      | Наскочил на мель у берегов Новой Гвинеи и был затоплен |
| USS PT-346 | 4°12′50″ ю. ш. 151°26′56″ в. д.  | 29 апреля 1944   | Потоплен по ошибке американскими самолётами восточнее Рабаула |
| USS PT-347 | 4°12′50″ ю. ш. 151°26′56″ в. д.  | 29 апреля 1944   | Потоплен по ошибке американскими самолётами восточнее Рабаула |
| USS PT-353 | 5°17′00″ ю. ш. 151°01′00″ в. д.  | 27 марта 1944    | Потоплен по ошибке австралийскими самолётами в архипелаге Бисмарка |
| USS PT-363 | 0°55′00″ с. ш. 127°50′00″ в. д.  | 25 ноября 1944   | Потоплен огнём японских береговых батарей у восточного побережья острова Хальмахера |
| USS PT-368 | 1°59′00″ с. ш. 127°57′00″ в. д.  | 11 октября 1944  | Наскочил на мель у берегов Хальмахеры и был взорван командой во избежание захвата неприятелем |
| USS PT-493 | 10°15′00″ с. ш. 125°23′00″ в. д. | 25 октября 1944  | Потоплен артиллерийским огнём японских кораблей во время сражения в проливе Суригао |
| USS PT-509 | 49°11′00″ с. ш. 2°15′00″ з. д.   | 9 августа 1944   | Потоплен артиллерийским огнём и тараном немецкого тральщика южнее острова Джерси |
| USS PT-555 | 43°19′00″ с. ш. 5°30′00″ в. д.   | 23 августа 1944  | Подорвался на мине и затонул южнее Марселя |

## Танкодесантные корабли

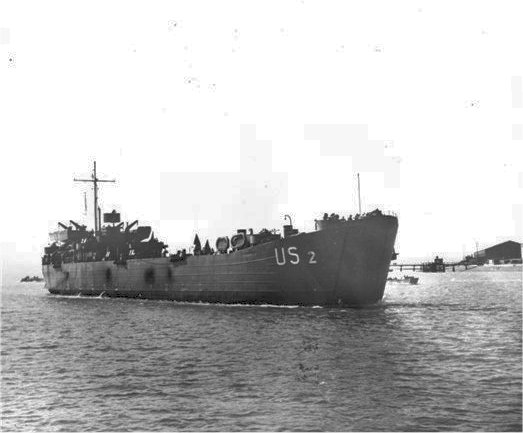
Танкодесантный корабль «USS LST-2», аналогичный потопленным

| Название    | Местоположение останков          | Дата потопления  | История потопления |
| ----------- | -------------------------------- | ---------------- | --- |
| USS LST-6   | Сена                             | 18 ноября 1944   | Подорвался на немецкой мине и затонул |
| USS LST-43  | Пёрл-Харбор                      | 21 мая 1944      | Уничтожен взрывом боеприпасов, сдетонировавших на корабле «USS LST-353» |
| USS LST-69  | Пёрл-Харбор                      | 21 мая 1944      | Уничтожен взрывом боеприпасов, сдетонировавших на корабле «USS LST-353» |
| USS LST-158 | 37°05′00″ с. ш. 13°55′00″ в. д.  | 11 июля 1943     | Потоплен бомбардировщиками у Ликаты |
| USS LST-167 | Велья-Лавелья                    | 25 сентября 1943 | Тяжело повреждён японскими бомбардировщиками. Не восстанавливался, отправлен на слом |
| USS LST-179 | Пёрл-Харбор                      | 21 мая 1944      | Уничтожен взрывом боеприпасов, сдетонировавших на корабле «USS LST-353». В ноябре 1945 года корабль был поднят, с него снято ценное оборудование, а остов использован для артиллерийских учений |
| USS LST-203 | Нанумеа                          | 1 октября 1943   | Сел на мель, сильно повредив баки с горючим. Чуть позже был уничтожен ураганом |
| USS LST-228 | 38°39′00″ с. ш. 27°12′00″ з. д.  | 20 января 1944   | Сель на мель. Не восстанавливался, затоплен вблизи острова Терсейра |
| USS LST-282 | 43°25′00″ с. ш. 6°50′00″ в. д.   | 15 августа 1944  | Потоплен немецкой радиоуправляемой бомбой Henschel Hs 293 у Сен-Рафаэля |
| USS LST-313 | 37°01′00″ с. ш. 14°15′00″ в. д.  | 10 июля 1943     | Потоплен немецкими бомбардировщиками у Джелы |
| USS LST-314 | 49°43′00″ с. ш. 00°52′00″ з. д.  | 9 июня 1944      | Потоплен немецкими торпедными лодками «S-172», «S-174», «S-175» и «S-187» восточнее полуострова Котантен                                                                                        |
| USS LST-318 | 38°04′00″ с. ш. 14°30′00″ в. д.  | 9 августа 1943   | Тяжело повреждён немецким пикирующим бомбардировщиком, выбросился на мелководье севернее города Карония. Не восстанавливался                                                                    |
| USS LST-333 | 36°59′00″ с. ш. 4°01′00″ в. д.   | 22 июня 1943     | Торпедирован немецкой субмариной «U-593» севернее города Тизи-Узу, побережье Алжира |
| USS LST-342 | 9°03′00″ ю. ш. 158°11′00″ в. д.  | 18 июля 1943     | Торпедирован японской подводной лодкой «RO-106» севернее острова Нью-Джорджия |
| USS LST-348 | 40°57′00″ с. ш. 13°14′00″ в. д.  | 20 февраля 1944  | Потоплен немецкой подводной лодкой «U-410» у Неаполя |
| USS LST-349 | 40°55′00″ с. ш. 12°58′00″ в. д.  | 26 февраля 1944  | Наскочил на мель у острова Понца. Позднее затоплен |
| USS LST-353 | Пёрл-Харбор                      | 21 мая 1944      | Уничтожен взрывом сдетонировавших боеприпасов. При этом, было уничтожено ещё несколько однотипных кораблей, находившихся поблизости                                                             |
| USS LST-359 | 42°04′00″ с. ш. 19°08′00″ з. д.  | 20 декабря 1944  | Потоплен немецкой подводной лодкой «U-870» юго-западнее мыса Финистерре |
| USS LST-376 | 49°43′00″ с. ш. 0°53′00″ з. д.   | 9 июня 1944      | Тяжело повреждён немецкими торпедными лодками «S-172», «S-174», «S-175» и «S-187» в устье Сены. Добит кораблями эскорта                                                                         |
| USS LST-396 | 8°18′00″ ю. ш. 156°55′00″ в. д.  | 18 августа 1943  | Уничтожен пожаром у острова Нью-Джорджия |
| USS LST-447 | 26°09′00″ с. ш. 127°18′00″ в. д. | 6 апреля 1945    | Уничтожен самолётом-камикадзе у острова Керама |
| USS LST-448 | 8°03′00″ ю. ш. 156°43′00″ в. д.  | 1 октября 1943   | Тяжело повреждён немецкими самолётами у Велья-Лавельи. Затонул во время буксировки |
| USS LST-460 | 11°10′00″ с. ш. 121°11′00″ в. д. | 21 декабря 1944  | Уничтожен самолётом-камикадзе у Миндоро |
| USS LST-472 | 12°19′00″ с. ш. 121°05′00″ в. д. | 21 декабря 1944  | Тяжело повреждён самолётом-камикадзе во время высадки десантников у острова Миндоро. Добит эсминцем «Холл»                                                                                      |
| USS LST-480 | Пёрл-Харбор                      | 21 мая 1944      | Уничтожен взрывом боеприпасов, сдетонировавших на корабле «USS LST-353» |
| USS LST-493 | 50°20′00″ с. ш. 4°09′00″ з. д.   | 12 апреля 1945   | Наскочил на камни в гавани Плимута. В 1946 году продан на слом |
| USS LST-496 | 49°30′00″ с. ш. 0°50′00″ з. д.   | 11 июня 1944     | Подорвался на немецкой мине и затонул вблизи Омаха-бич |
| USS LST-499 | 49°30′00″ с. ш. 1°10′00″ з. д.   | 8 июня 1944      | Подорвался на немецкой мине и затонул у побережья Нормандии |
| USS LST-507 | 50°29′00″ с. ш. 2°52′00″ з. д.   | 28 апреля 1944   | Потоплен немецкими торпедными лодками во время операции «Тайгер» |
| USS LST-523 | 49°30′00″ с. ш. 1°10′00″ з. д.   | 19 июня 1944     | Подорвался на немецкой мине и затонул у побережья Нормандии |
| USS LST-531 | 50°29′00″ с. ш. 2°52′00″ з. д.   | 28 апреля 1944   | Потоплен немецкими торпедными лодками во время операции «Тайгер» |
| USS LST-563 | 10°18′00″ с. ш. 109°13′00″ з. д. | 22 декабря 1944  | Сел на мель у берегов острова Клиппертон. После бесплодных попыток снять корабль, он был оставлен экипажем                                                                                      |
| USS LST-577 | 8°01′00″ с. ш. 130°22′00″ в. д.  | 11 февраля 1945  | Тяжело повреждён японской подводной лодкой «RO-50» восточнее Минданао. Добит эсминцем «Ишервуд»                                                                                                 |
| USS LST-675 | Окинава                          | 4 апреля 1945    | Тяжело повреждён огнём японских береговых батарей и оставлен экипажем |
| USS LST-738 | 12°19′00″ с. ш. 121°05′00″ в. д. | 15 декабря 1944  | Тяжело повреждён самолётом-камикадзе у острова Миндоро. Добит эсминцем «Холл» |
| USS LST-749 | 11°10′00″ с. ш. 121°11′00″ в. д. | 21 декабря 1944  | Потоплен самолётом-камикадзе у Миндоро |
| USS LST-750 | 9°01′00″ с. ш. 122°30′00″ в. д.  | 28 декабря 1944  | Тяжело повреждён самолётом-камикадзе у острова Негрос. Добит эсминцем «Эдвардс» |
| USS LST-808 | Иэдзима                          | 20 мая 1945      | Тяжело повреждён авиационной торпедой, чуть позже повреждения были нанесены самолётом-камикадзе. Окончательно обломки корабля были затоплены в ноябре 1945 года                                 |
| USS LST-884 | Окинава                          | 1 апреля 1945    | Тяжело повреждён самолётом-камикадзе. Обломки корабля были затоплены 6 мая 1946 года |
| USS LST-906 | Ливорно                          | 18 октября 1944  | Сел на мель, не восстанавливался. Позже продан на слом |
| USS LST-921 | Ла-Манш                          | 14 августа 1944  | Торпедирован немецкой подводной лодкой «U-667» у Бристоля. Не восстанавливался, продан на слом                                                                                                  |

## Танкодесантные катера

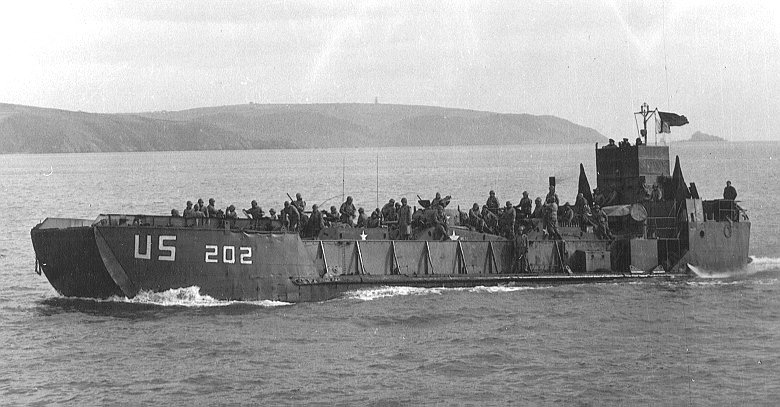
Танкодесантный катер «USS LCT-202», аналогичный потопленным

| Название     | Местоположение останков          | Дата потопления  | История потопления |
| ------------ | -------------------------------- | ---------------- | --- |
| USS LCT-19   | Салерно                          | 15 сентября 1943 | Потоплен немецким бомбардировщиком |
| USS LCT-21   | Оран                             | 1 января 1943    | Перевозился на борту сухогруза «Артур Мидлтон». Судно было торпедировано немецкой подводной лодкой «U-73». Катер LCT-21 ушёл на дно вместе с обломками сухогруза у побережья Алжира |
| USS LCT-23   | Алжир                            | 3 мая 1943       | Подорвался на немецкой мине |
| USS LCT-25   | Северное побережье Франции       | 6 июня 1944      | Наскочил на мель и был добит огнём береговых батарей |
| USS LCT-26   | 37°04′00″ с. ш. 13°30′00″ в. д.  | 25 февраля 1944  | Затонул вследствие плохих погодных условий у города Джела |
| USS LCT-27   | Северное побережье Франции       | 6 июня 1944      | Наскочил на мель и был добит огнём береговых батарей |
| USS LCT-28   | Средиземное море                 | 30 мая 1943      | Подорвался на немецкой мине и затонул |
| USS LCT-30   | Северное побережье Франции       | 6 июня 1944      | Подорвался на немецкой мине и затонул |
| USS LCT-35   | Анцио                            | 15 февраля 1944  | Потоплен в результате авианалёта |
| USS LCT-36   | Неаполь                          | 26 февраля 1944  | Наскочил на прибрежные камни. Не восстанавливался |
| USS LCT-66   | Пёрл-Харбор                      | 12 апреля 1945   | Выведен из состава флота по неизвестным причинам |
| USS LCT-71   | 53°38′00″ с. ш. 146°05′00″ з. д. | 11 сентября 1943 | Наскочил на подводные камни юго-восточнее острова Кадьяк |
| USS LCT-147  | Северное побережье Франции       | 6 июня 1944      | Наскочил на мель и был добит огнём береговых батарей |
| USS LCT-154  | 37°08′00″ с. ш. 10°58′00″ в. д.  | 31 августа 1943  | Подорвался на мине восточнее острова Зембра |
| USS LCT-175  | 4°27′00″ с. ш. 133°40′00″ в. д.  | 21 февраля 1945  | Затонул во время тайфуна восточнее острова Мерир |
| USS LCT-182  | Соломоновы острова               | 7 августа 1944   | Затонул вследствие плохих погодных условий |
| USS LCT-185  | Бизерта                          | 24 января 1944   | Затонул вследствие плохих погодных условий |
| USS LCT-196  | Салерно                          | 27 августа 1943  | Затонул вследствие плохих погодных условий |
| USS LCT-197  | Северное побережье Франции       | 6 июня 1944      | Подорвался на немецкой мине и затонул |
| USS LCT-200  | Северное побережье Франции       | 6 июня 1944      | Подорвался на немецкой мине и затонул |
| USS LCT-208  | Алжир                            | 20 июня 1943     | Наскочил на прибрежные камни. Не восстанавливался |
| USS LCT-209  | Северное побережье Франции       | 10 июня 1944     | Наскочил на мель, не восстанавливался |
| USS LCT-215  | Салерно                          | 1943             | Затонул. Причины потопления неизвестны |
| USS LCT-220  | Анцио                            | 13 февраля 1944  | Затонул вследствие плохих погодных условий |
| USS LCT-241  | Салерно                          | 15 сентября 1943 | Потоплен немецкими бомбардировщиками |
| USS LCT-242  | Неаполь                          | 2 декабря 1943   | Потоплен немецкой циркулирующей торпедой |
| USS LCT-244  | Северное побережье Франции       | 8 июня 1944      | Подорвался на немецкой мине и затонул |
| USS LCT-253  | Тарава                           | 21 января 1945   | Затонул во время шторма |
| USS LCT-293  | Ла-Манш                          | 11 октября 1944  | Затонул во время шторма |
| USS LCT-294  | Северное побережье Франции       | 6 июня 1944      | Подорвался на немецкой мине и затонул |
| USS LCT-305  | Северное побережье Франции       | 6 июня 1944      | Потоплен огнём немецких береговых батарей |
| USS LCT-311  | Бизерта                          | 9 августа 1943   | Потоплен огнём немецких береговых батарей |
| USS LCT-315  | Эниветок                         | 23 марта 1944    | Затонул из-за взрыва. Причины его не установлены |
| USS LCT-319  | Кыска                            | 27 августа 1943  | Сел на мель, не восстанавливался |
| USS LCT-332  | Северное побережье Франции       | 6 июня 1944      | Подорвался на немецкой мине и затонул |
| USS LCT-340  | 36°49′00″ с. ш. 11°55′00″ в. д.  | 9 февраля 1944   | Затонул во время шторма у западного берега острова Пантеллерия |
| USS LCT-342  | Салерно                          | 29 сентября 1943 | Сел на мель, не восстанавливался |
| USS LCT-352  | Пёрл-Харбор                      | 12 апреля 1945   | Выведен из состава флота по неизвестным причинам |
| USS LCT-362  | Северное побережье Франции       | 6 июня 1944      | Затонул из-за плохих погодных условий во время транспортировки десанта к пляжу Юта                                                                                                  |
| USS LCT-364  | Северное побережье Франции       | 6 июня 1944      | Подорвался на немецкой мине и затонул |
| USS LCT-366  | 53°01′00″ с. ш. 152°00′00″ з. д. | 9 сентября 1943  | Затонул во время шторма южнее острова Кадьяк |
| USS LCT-413  | Северное побережье Франции       | 6 июня 1944      | Потоплен огнём немецких береговых батарей |
| USS LCT-458  | Северное побережье Франции       | 7 июня 1944      | Подорвался на немецкой мине и затонул |
| USS LCT-459  | Западное побережье Франции       | 9 октября 1944   | Затонул после того как наскочил на подводные камни |
| USS LCT-486  | Северное побережье Франции       | 7 июня 1944      | Потоплен огнём немецких береговых батарей |
| USS LCT-496  | Ла-Манш                          | 2 октября 1943   | Потоплен артиллерийским огнём |
| USS LCT-548  | Портсмут                         | 25 ноября 1944   | Затонул из-за плохих погодных условий |
| USS LCT-555  | Северное побережье Франции       | 6 июня 1944      | Подорвался на немецкой мине и затонул |
| USS LCT-572  | Северное побережье Франции       | 8 июня 1944      | Подорвался на немецкой мине и затонул |
| USS LCT-579  | Ангаур                           | 4 октября 1944   | Подорвался на японской мине и затонул |
| USS LCT-582  | Терсейра                         | 22 января 1944   | Сел на мель, не восстанавливался |
| USS LCT-593  | Северное побережье Франции       | 6 июня 1944      | Подорвался на немецкой мине и затонул |
| USS LCT-597  | Северное побережье Франции       | 6 июня 1944      | Подорвался на немецкой мине и затонул |
| USS LCT-612  | Северное побережье Франции       | 6 июня 1944      | Потоплен огнём немецких береговых батарей |
| USS LCT-703  | Северное побережье Франции       | 6 июня 1944      | Подорвался на немецкой мине и затонул |
| USS LCT-713  | Северное побережье Франции       | 6 июня 1944      | Подорвался на немецкой мине и затонул |
| USS LCT-714  | Северное побережье Франции       | 6 июня 1944      | Подорвался на немецкой мине и затонул |
| USS LCT-777  | Северное побережье Франции       | 6 июня 1944      | Подорвался на немецкой мине и затонул |
| USS LCT-823  | Палау                            | 27 сентября 1944 | Сел на мель, не восстанавливался |
| USS LCT-961  | Пёрл-Харбор                      | 21 мая 1944      | Уничтожен взрывом боеприпасов, сдетодировавших на корабле «USS LST-353» |
| USS LCT-963  | Пёрл-Харбор                      | 21 мая 1944      | Уничтожен взрывом боеприпасов, сдетодировавших на корабле «USS LST-353» |
| USS LCT-983  | Пёрл-Харбор                      | 21 мая 1944      | Уничтожен взрывом боеприпасов, сдетодировавших на корабле «USS LST-353» |
| USS LCT-984  | 20°00′00″ с. ш. 157°00′00″ з. д. | 15 мая 1944      | Затонул во время шторма восточнее острова Кахоолаве |
| USS LCT-988  | 20°00′00″ с. ш. 157°00′00″ з. д. | 15 мая 1944      | Затонул во время шторма восточнее острова Кахоолаве |
| USS LCT-995  | Гуам                             | 21 апреля 1944   | Выведен из состава флота по неизвестным причинам |
| USS LCT-1029 | Иводзима                         | 2 марта 1945     | Сел на мель и был добит огнём японских береговых батарей |
| USS LCT-1050 | Иэдзима                          | 27 июля 1945     | Был уничтожен взрывной волной от потопленного рядом сухогруза «Пратт Виктори», в которого врезался самолёт-камикадзе                                                                |
| USS LCT-1075 | Лейте                            | 10 декабря 1944  | Потоплен самолётом-камикадзе |
| USS LCT-1090 | Лусон                            | 26 марта 1945    | Потоплен самолётом-камикадзе |
| USS LCT-1151 | 1°00′00″ с. ш. 138°36′00″ в. д.  | 26 января 1945   | Потоплен по неизвестным причинам севернее Новой Гвинеи |
| USS LCT-1358 | Калифорния                       | 4 мая 1945       | Сел на мель у берегов Калифорнии, не восстанавливался |

## Средние десантные корабли

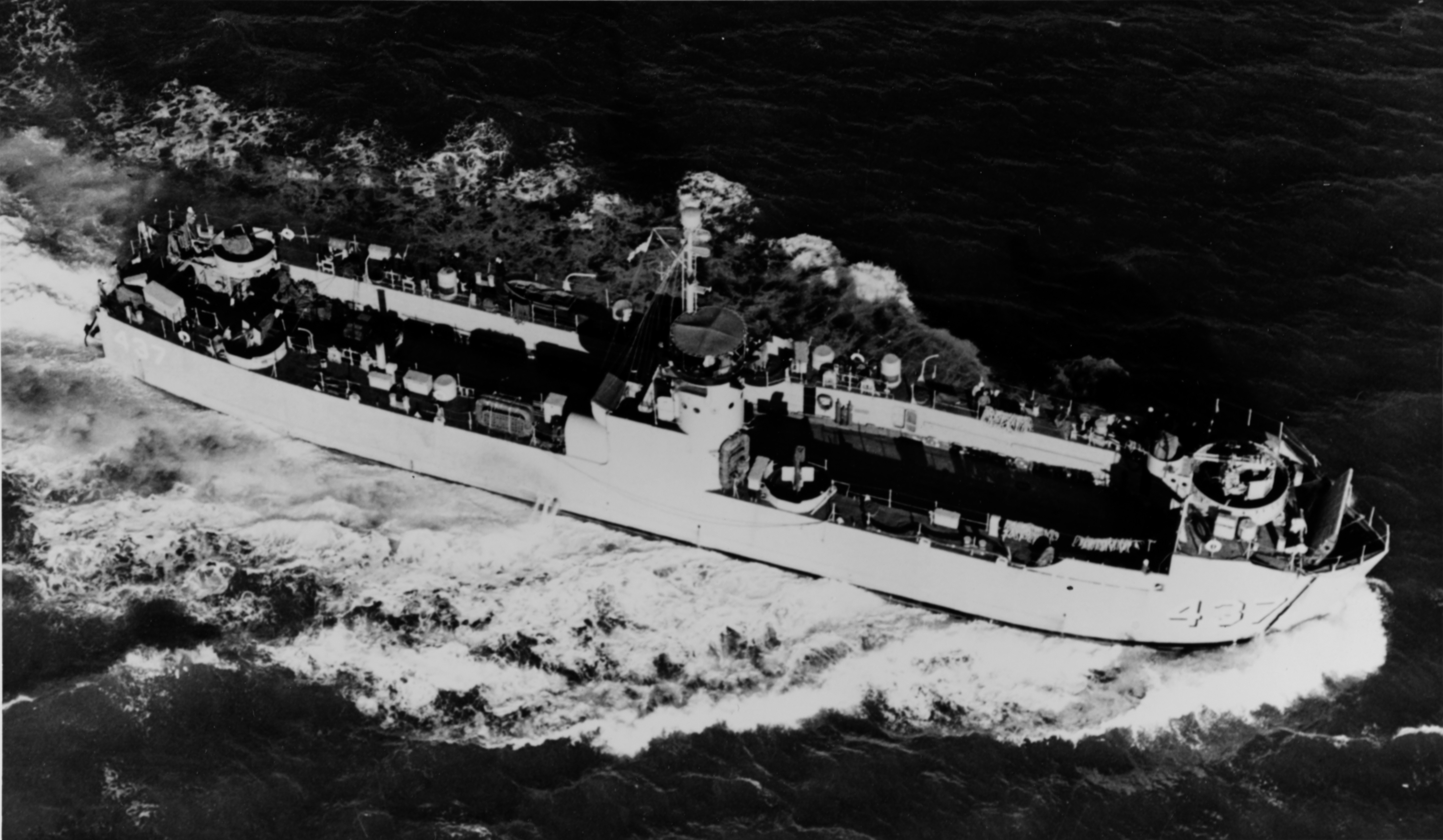
Средний десантный корабль «USS LSM-437», аналогичный потопленным

| Название    | Местоположение останков          | Дата потопления | История потопления                                                                   |
| ----------- | -------------------------------- | --------------- | ------------------------------------------------------------------------------------ |
| USS LSM-12  | Окинава                          | 4 апреля 1945   | Повреждён огнём береговых батарей, выбросился на берег. Не восстанавливался          |
| USS LSM-20  | 10°12′00″ с. ш. 125°19′00″ в. д. | 5 декабря 1944  | Потоплен самолётом-камикадзе                                                         |
| USS LSM-59  | Окинава                          | 21 июня 1945    | Потоплен самолётом-камикадзе                                                         |
| USS LSM-135 | 26°41′00″ с. ш. 127°47′00″ в. д. | 25 мая 1945     | Потоплен самолётом-камикадзе                                                         |
| USS LSM-149 | Лусон                            | 14 декабря 1944 | Наскочил на мель у западной оконечности полуострова Чендравасих. Не восстанавливался |
| USS LSM-190 | 26°35′00″ с. ш. 127°10′00″ в. д. | 4 мая 1945      | Потоплен самолётом-камикадзе                                                         |
| USS LSM-194 | 27°10′00″ с. ш. 127°58′00″ в. д. | 4 мая 1945      | Потоплен самолётом-камикадзе                                                         |
| USS LSM-195 | 26°24′00″ с. ш. 126°15′00″ в. д. | 3 мая 1945      | Потоплен самолётом-камикадзе                                                         |
| USS LSM-318 | 10°56′00″ с. ш. 124°38′00″ в. д. | 7 декабря 1944  | Потоплен самолётом-камикадзе                                                         |

## Большие десантные катера

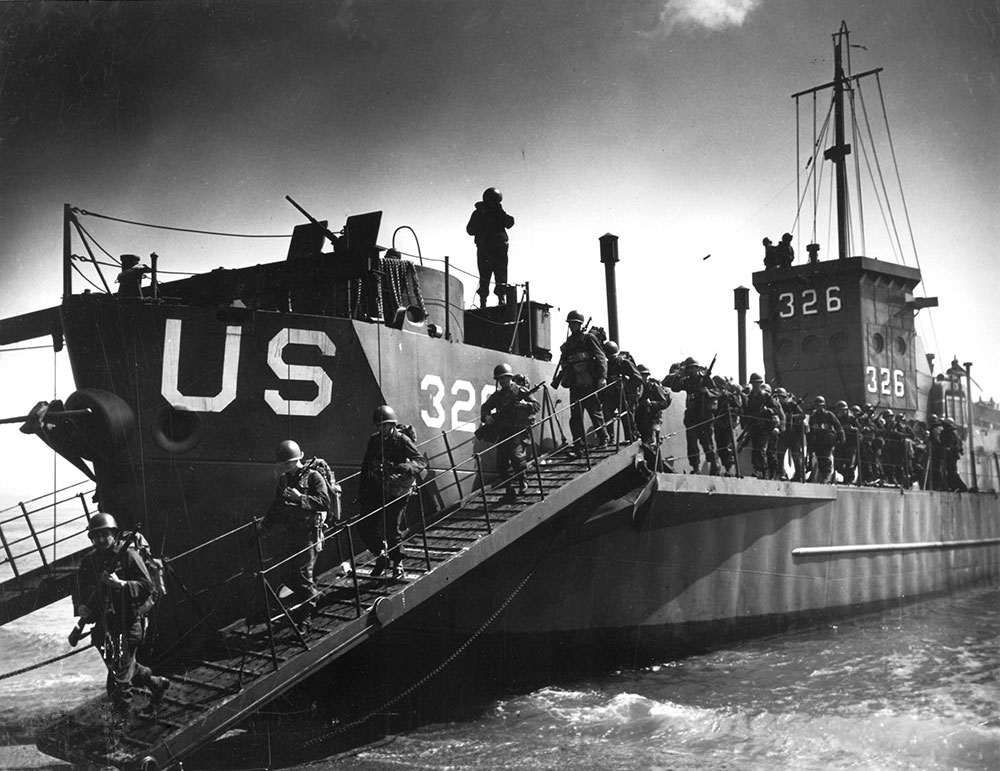
Большой десантный катер «USS LCI(L)-326», аналогичный потопленным

| Название        | Местоположение останков          | Дата потопления  | История потопления                                                                    |
| --------------- | -------------------------------- | ---------------- | ------------------------------------------------------------------------------------- |
| USS LCI(L)-1    | Бизерта                          | 17 августа 1943  | Потоплен в результате авианалёта                                                      |
| USS LCI(L)-20   | Анцио                            | 22 января 1944   | Потоплен немецкими самолётами                                                         |
| USS LCI(L)-32   | Анцио                            | 26 января 1944   | Подорвался на мине и затонул                                                          |
| USS LCI(G)-82   | Окинава                          | 4 апреля 1945    | Потоплен самолётом-камикадзе                                                          |
| USS LCI(L)-85   | Северное побережье Франции       | 6 июня 1944      | Потоплен огнём немецких береговых батарей                                             |
| USS LCI(L)-91   | Северное побережье Франции       | 6 июня 1944      | Потоплен огнём немецких береговых батарей                                             |
| USS LCI(L)-92   | Северное побережье Франции       | 6 июня 1944      | Потоплен огнём немецких береговых батарей                                             |
| USS LCI(L)-93   | Северное побережье Франции       | 6 июня 1944      | Потоплен огнём немецких береговых батарей                                             |
| USS LCI(L)-219  | Северное побережье Франции       | 11 июня 1944     | Потоплен немецким самолётом                                                           |
| USS LCI(L)-232  | Северное побережье Франции       | 6 июня 1944      | Потоплен огнём немецких береговых батарей                                             |
| USS LCI(L)-339  | Новая Гвинея                     | 4 сентября 1943  | Потоплен в результате авианалёта вблизи города Лаэ                                    |
| USS LCI(G)-365  | Лусон                            | 10 января 1945   | Повреждён японским катером-камикадзе. Не восстанавливался, после войны продан на слом |
| USS LCI(G)-459  | Палау                            | 19 сентября 1944 | Потоплен японским катером-камикадзе                                                   |
| USS LCI(G)-468  | 13°28′00″ с. ш. 148°18′00″ в. д. | 17 июня 1944     | Тяжело повреждён японскими торпедоносцами. Добит эсминцем «Стэмбель»                  |
| USS LCI(G)-474  | Иводзима                         | 17 февраля 1945  | Потоплен огнём японских береговых батарей                                             |
| USS LCI(L)-497  | Северное побережье Франции       | 6 июня 1944      | Подорвался на мине и затонул                                                          |
| USS LCI(L)-553  | Северное побережье Франции       | 6 июня 1944      | Потоплен огнём немецких береговых батарей                                             |
| USS LCI(L)-600  | Улити                            | 12 января 1945   | Потоплен специальной торпедой-кайтэн, выпущенной с подводной лодки «I-36»             |
| USS LCI(L)-684  | Самар                            | 12 ноября 1944   | Потоплен в результате авианалёта                                                      |
| USS LCI(L)-974  | 16°06′00″ с. ш. 120°14′00″ в. д. | 10 января 1945   | Потоплен самолётом-камикадзе                                                          |
| USS LCI(L)-1065 | Лейте                            | 24 октября 1944  | Потоплен самолётом-камикадзе                                                          |

## Большие десантные катера поддержки

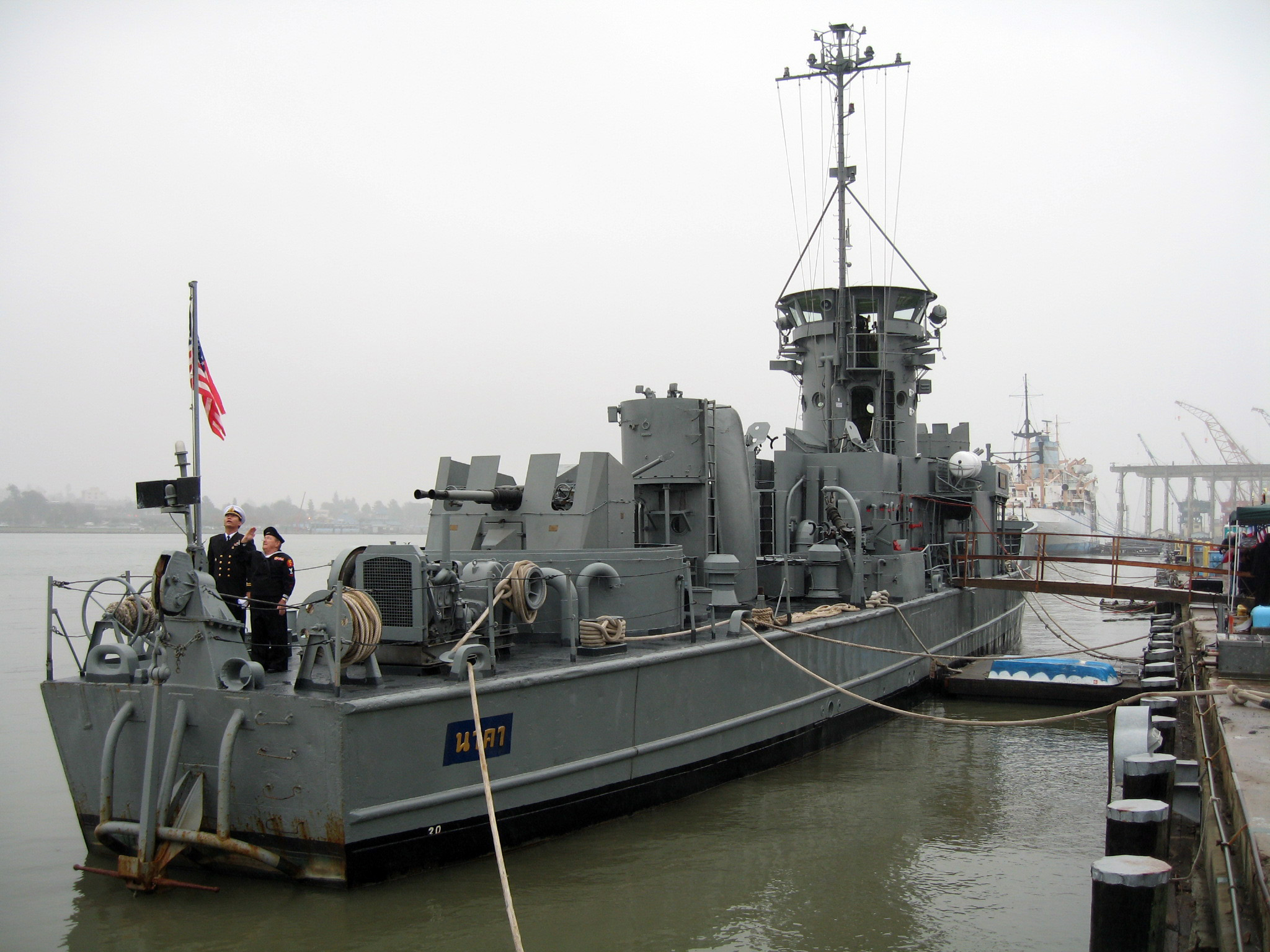
Большой десантный катер поддержки «USS LCS(L)-102», аналогичный потопленным

| Название          | Местоположение останков          | Дата потопления | История потопления                                              |
| ----------------- | -------------------------------- | --------------- | --------------------------------------------------------------- |
| USS LCS(L)(3)-7   | Лусон                            | 16 февраля 1945 | Потоплен японскими катерами-камикадзе                           |
| USS LCS(L)(3)-15  | 27°20′00″ с. ш. 127°10′00″ в. д. | 22 апреля 1945  | Потоплен самолётом-камикадзе у Окинавы                          |
| USS LCS(L)(3)-26  | Лусон                            | 16 февраля 1945 | Потоплен огнём японских береговых батарей                       |
| USS LCS(L)(3)-33  | 26°26′00″ с. ш. 127°32′00″ в. д. | 12 апреля 1945  | Потоплен самолётом-камикадзе                                    |
| USS LCS(L)(3)-49  | Лусон                            | 16 февраля 1945 | Потоплен огнём японских береговых батарей                       |
| USS LCS(L)(3)-127 | Калифорния                       | 5 марта 1945    | Наскочил на мель у берегов острова Сан-Клементе, позже затоплен |

## Войсковые транспорты
| Изображение | Название                                                 | Дата потопления               | Местоположение останков          | История потопления |
| ----------- | -------------------------------------------------------- | ----------------------------- | -------------------------------- | --- |
|             | «USS APc-21» (англ. USS APc-21)                          | 17 декабря 1943               | 6°14′57″ ю. ш. 149°00′53″ в. д.  | Потоплен японским бомбардировщиком вблизи острова Арава. |
|             | «USS APc-35» (англ. USS APc-35)                          | 22 сентября 1943              | 8°48′00″ ю. ш. 157°46′53″ з. д.  | Наскочил на мель западнее острова Вангуну. Был оставлен экипажем после чего вскоре затонул. |
|             | «Барри» (англ. USS Barry (DD-248 / APD-29))              | 25 мая 1945 21 июня 1945      | Точное местоположение неизвестно | Переоборудованный устаревший эсминец типа «Клемсон». Был тяжело повреждён японскими самолётами у Окинавы. Был оставлен экипажем и использован в качестве приманки для самолётами-камикадзе. Спустя некоторое время был ими уничтожен. |
|             | «Белкнап» (англ. USS Belknap (DD-251 / APD-34))          | 11 января 1945 30 ноября 1945 | —                                | Переоборудованный устаревший эсминец типа «Клемсон». Тяжело повреждён самолётом-камикадзе в заливе Лингаен. Не восстанавливался, после окончания войны продан на слом.                                                                |
|             | «Брукс» (англ. USS Brooks (DD-232 / APD-10))             | 6 января 1945 30 января 1946  | —                                | Переоборудованный устаревший эсминец типа «Клемсон». Тяжело повреждён самолётом-камикадзе в заливе Лингаен. Не восстанавливался, после окончания войны продан на слом.                                                                |
|             | «Бэйтс» (англ. USS Bates (DE-68 / APD 47))               | 25 мая 1945                   | 26°41′00″ с. ш. 127°46′47″ в. д. | Переоборудованный эскортный миноносец типа «Бакли». Уничтожен самолётами-камикадзе у Окинавы. |
|             | «Грегори» (англ. USS Gregory (DD-82 / APD-3))            | 5 сентября 1942               | 9°21′39″ ю. ш. 159°58′43″ в. д.  | Переоборудованный устаревший эсминец типа «Викс». Потоплен японскими эсминцами Юдати, Хацуюки и Муракумо севернее Гуадалканала. |
|             | «Джозеф Хьюз» (англ. USS Joseph Hewes (AP-50))           | 11 ноября 1942                | 33°40′00″ с. ш. 7°30′00″ з. д.   | Торпедирован немецкой подводной лодкой «U-173» севернее Касабланки. |
|             | «Джон Пенн» (англ. USS John Penn (APA-23))               | 13 августа 1943               | 9°23′29″ ю. ш. 160°02′54″ в. д.  | Был поражён авиационной торпедой с японского самолёта. Затонул у острова Гуадалканал. |
|             | «Джордж Ф. Эллиот» (англ. USS George F. Elliott (AP-13)) | 8 августа 1942                | 9°20′45″ ю. ш. 160°06′14″ в. д.  | Был поражён авиабомбой с японского бомбардировщика. Выгорел дотла из-за воспламенившихся бочек с горючим и был затоплен у острова Гуадалканал.                                                                                        |
|             | «Дикерсон» (англ. USS Dickerson (DD-157 / APD-21))       | 4 апреля 1945                 | Точное местоположение неизвестно | Переоборудованный устаревший эсминец типа «Викс». В ночь на 2 апреля был тяжело повреждён самолётами-камикадзе. Спустя два дня затоплен у острова Керама.                                                                             |
|             | «Колхаун» (англ. USS Colhoun (DD-85 / APD-2))            | 30 августа 1942               | 9°24′00″ ю. ш. 160°01′00″ в. д.  | Переоборудованный устаревший эсминец типа «Викс». Потоплен японскими самолётами у Гуадалканала. |
|             | «Лидстаун» (англ. USS Leedstown (AP-73))                 | 9 ноября 1942                 | 36°49′13″ с. ш. 3°09′55″ в. д.   | Был потоплен в ходе бомбардировки немецкими самолётами, а также в результате торпедирования субмариной «U-331» севернее Алжира. |
|             | «Литл» (англ. USS Little (DD-79 / APD-4))                | 5 сентября 1942               | 9°21′39″ ю. ш. 159°58′43″ в. д.  | Переоборудованный устаревший эсминец типа «Викс». Потоплен японскими эсминцами Юдати, Хацуюки и Муракумо севернее Гуадалканала. |
|             | «МакКаули» (англ. USS McCawley (APA-4))                  | 30 июня 1943                  | 8°25′00″ ю. ш. 157°28′00″ в. д.  | Потоплен японскими торпедоносцами северо-восточнее острова Рендова. Однако, возможно, был торпедирован американскими торпедными катерами.                                                                                             |
|             | «МакКин» (англ. USS McKean (DD-90 / APD-5))              | 17 ноября 1943                | 6°31′00″ ю. ш. 154°52′00″ в. д.  | Переоборудованный устаревший эсминец типа «Викс». Потоплен японским торпедоносцем западнее Бугенвиля. |
|             | «Ноа» (англ. USS Noa (DD-343 / APD-24))                  | 12 сентября 1944              | 7°01′00″ с. ш. 134°30′00″ в. д.  | Переоборудованный устаревший эсминец типа «Клемсон». Затонул в результате столкновения с эсминцем «Фуллэм» восточнее острова Пелелиу.                                                                                                 |
|             | «Сьюзен Б. Энтони» (англ. USS Susan B. Anthony (AP-72))  | 7 июня 1944                   | 49°29′24″ с. ш. 00°42′48″ з. д.  | Подорвался на мине и затонул у побережья Нормандии. |
|             | «Таскер Г. Блисс» (англ. USS Tasker H. Bliss (AP-42))    | 12 ноября 1942                | 33°40′00″ с. ш. 7°35′00″ з. д.   | Торпедирован немецкой подводной лодкой «U-130» севернее Касабланки. |
|             | «Томас Стоун» (англ. USS Thomas Stone (APA-29))          | 6 ноября 1942                 | —                                | Тяжело повреждён авиационной торпедой в Гибралтарском проливе. Был отбуксирован к Алжирскому побережью. Чуть позже ещё раз попал под авианалёт. Весной 1944 годы был продан на слом.                                                  |
|             | «Уорд» (англ. USS Ward (DD-139 / APD-16))                | 7 декабря 1944                | 10°51′00″ с. ш. 124°32′00″ в. д. | Переоборудованный устаревший эсминец типа «Викс». Тяжело поврежден самолетом-камикадзе. Позже потоплен эсминцем «О’Брайен» в заливе Лейте.                                                                                            |
|             | «Хью Л. Скотт» (англ. USS Hugh L. Scott (AP-43))         | 12 ноября 1942                | 33°40′00″ с. ш. 7°35′00″ з. д.   | Торпедирован немецкой подводной лодкой «U-130» севернее Касабланки. |
|             | «Эдвард Рутледж» (англ. USS Edward Rutledge (AP-52))     | 7 декабря 1942                | 33°40′00″ с. ш. 7°35′00″ з. д.   | Торпедирован немецкой подводной лодкой «U-130» севернее Касабланки. |

## Грузовые транспорты
| Изображение | Название                              | Дата потопления | Местоположение останков          | История потопления                                                                                     |
| ----------- | ------------------------------------- | --------------- | -------------------------------- | --- |
|             | «Алюдра» (англ. USS Aludra (AK-72))   | 23 июня 1943    | 11°26′00″ ю. ш. 162°00′00″ в. д. | Торпедирован японской подводной лодкой «RO-103» южнее острова Сан-Кристобаль.                          |
|             | «Деймос» (англ. USS Deimos (AK-78))   | 23 июня 1943    | 11°26′00″ ю. ш. 162°01′00″ в. д. | Торпедирован японской подводной лодкой «RO-103» южнее острова Сан-Кристобаль. Добит эсминцем О’Бэннон. |
|             | «Поллукс» (англ. USS Pollux (AKS-2))  | 18 февраля 1942 | 46°54′01″ с. ш. 55°33′51″ з. д.  | Наскочил на подводные камни у южного побережья Ньюфаундленда.                                          |
|             | «Серпенс» (англ. USS Serpens (AK-97)) | 29 января 1945  | 9°24′37″ ю. ш. 160°00′40″ в. д.  | Уничтожен взрывом боеприпасов, погружаемых на корабль севернее Гуадалканала.                           |

## Флотские танкеры
| Изображение | Название                                        | Дата потопления | Местоположение останков          | История потопления                                                                                 |
| ----------- | ----------------------------------------------- | --------------- | -------------------------------- | -------------------------------------------------------------------------------------------------- |
|             | «Кенова» (англ. USS Kanawha (AO-1))             | 8 апреля 1943   | 9°10′00″ ю. ш. 160°12′00″ в. д.  | Потоплен японским бомбардировщиком южнее острова Нггела.                                           |
|             | «Миссиссинева» (англ. USS Mississinewa (AO-59)) | 20 ноября 1944  | 10°06′00″ с. ш. 139°42′58″ в. д. | Потоплен японской специальной торпедо-кайтэн севернее атолла Улити.                                |
|             | «Неошо» (англ. USS Neosho (AO-23))              | 11 мая 1942     | 15°35′00″ ю. ш. 155°36′00″ в. д. | Тяжело повреждён японскими самолётами во время сражения в Коралловом море. Добит эсминцем «Хэнли». |
|             | «Нетчис» (англ. USS Neches (AO-5))              | 23 января 1942  | 10°06′00″ с. ш. 139°42′58″ в. д. | Потоплен японской подводной лодкой «I-72» юго-западнее острова Кауаи.                              |
|             | «Пекос» (англ. USS Pecos (AO-6))                | 1 марта 1942    | 14°27′00″ ю. ш. 106°11′00″ в. д. | Потоплен японскими палубными бомбардировщиками с авианосца Сорю южнее острова Рождества.           |
|             | «Шипскот» (англ. USS Sheepscot (AOG-24))        | 6 июня 1945     | Точное местоположение неизвестно | Наскочил на мель и опрокинулся вблизи острова Иводзима. Не восстанавливался.                       |

## Океанские буксиры
| Изображение | Название                                 | Дата потопления              | Местоположение останков          | История потопления |
| ----------- | ---------------------------------------- | ---------------------------- | -------------------------------- | --- |
|             | «USS ATR-15» (англ. USS ATR-15)          | 19 июня 1944                 | Точное местоположение неизвестно | Сел на мель вблизи нормандского побережья. |
|             | «USS ATR-98» (англ. USS ATR-98)          | 12 апреля 1944               | 44°04′00″ с. ш. 24°08′00″ з. д.  | Затонул после случайного столкновения с буксиром «Абнаки» севернее острова Терсейра.                                                                                           |
|             | «Дженеси» (англ. USS Genesee (AT-55))    | 5 мая 1942 5 ноября 1944     | 14°23′00″ с. ш. 120°25′00″ в. д. | Затоплен американцами у Коррехидора во избежание захвата. Поднят японцами и использовался в качестве сторожевика. Потоплен американскими самолетами вблизи полуострова Батаан. |
|             | «Гриб» (англ. USS Grebe (AM-43))         | 6 декабря 1942 2 января 1943 | 19°48′00″ ю. ш. 178°13′00″ з. д. | Пытаясь снять с мели пароход «Томас А. Эдисон» сам сел на мель западнее острова Ватоа. Спустя месяц оба судна были уничтожены ураганом.                                        |
|             | «Навахо» (англ. USS Navajo (AT-64))      | 12 сентября 1943             | 14°58′00″ ю. ш. 169°17′00″ в. д. | Потоплен японской подводной лодкой «I-39» восточнее острова Маэво. |
|             | «Напа» (англ. USS Napa (AT-32))          | 9 апреля 1942                | 14°25′00″ с. ш. 120°29′00″ в. д. | Затоплен американцами у Коррехидора во избежание захвата японцами. |
|             | «Наусет» (англ. USS Nauset (AT-89))      | 9 сентября 1943              | 40°38′00″ с. ш. 14°38′00″ в. д.  | Потоплен авиабомбами в Салернском заливе, вблизи Равелло. |
|             | «Партридж» (англ. USS Partridge (AM-16)) | 11 июня 1944                 | 49°30′00″ с. ш. 00°50′00″ з. д.  | Потоплен немецким торпедным катером севернее Вьервиль-сюр-Мер. |
|             | «Семинол» (англ. USS Seminole (AT-65))   | 25 октября 1942              | 9°23′00″ ю. ш. 160°13′00″ в. д.  | Потоплен японскими эсминцами севернее Гуадалканала в ходе битвы за Хендерсон-Филд.                                                                                             |
|             | «Сонома» (англ. USS Sonoma (AT-12))      | 24 октября 1944              | 10°57′00″ с. ш. 125°27′00″ в. д. | Потоплен японскими бомбардировщиками восточнее острова Лейте. |

## Вспомогательные корабли
| Изображение | Название                                               | Дата потопления | Местоположение останков          | История потопления |
| ----------- | ------------------------------------------------------ | --------------- | -------------------------------- | --- |
|             | «Канопус» (англ. USS Canopus (AS-9))                   | 10 апреля 1942  | 14°24′57″ с. ш. 120°30′36″ в. д. | Плавучая база подводных лодок. Затоплена экипажем во избежание захвата японцами южнее Батаана. |
|             | «Маунт Худ» (англ. USS Mount Hood (AE-11))             | 10 ноября 1944  | 2°01′41″ ю. ш. 147°21′18″ в. д.  | Корабль снабжения. Взорвался во время стоянки севернее острова Манус, повредив и уничтожив при этом ещё несколько меньших кораблей. |
|             | «Мунстон» (англ. USS Moonstone (PYc-9))                | 16 октября 1944 | 38°30′02″ с. ш. 74°06′39″ з. д.  | Прибрежная патрульная яхта. Затонула после столкновения с эсминцем «Грир» южнее Атлантик-Сити. |
|             | «Мэко» (англ. USS Macaw (ASR-11))                      | 12 февраля 1944 | 9°00′00″ ю. ш. 117°10′00″ в. д.  | Поисково-спасательный корабль. Во время спасательной операции с подорвавшейся на минах подводной лодкой «Флир» наскочил на коралловый риф и затонул. |
|             | «Мэриэнн» (англ. USS Maryann)                          | 5 мая 1942      | Точное местоположение неизвестно | Небольшая прибрежная патрульная яхта. Хотя официальных данных о принятии реквизированного корабля на военную службу нет, во многих документах стоит префикс USS, обозначающий принадлежность корабля военно-морским силам. Затоплен во избежание захвата японцами у Коррехидора. |
|             | «Ниагара» (англ. USS Niagara (PG-52))                  | 23 мая 1943     | 9°00′00″ ю. ш. 117°10′00″ в. д.  | Плавучая база патрульных катеров. Тяжело повреждён японскими бомбардировщиками. Добит торпедным катером «PT-147» вблизи острова Тулаги. |
|             | «Пиджеон» (англ. USS Pigeon (ASR-6))                   | 4 мая 1942      | 14°23′01″ с. ш. 120°36′01″ в. д. | Поисково-спасательный корабль. Уничтожен японским бомбардировщиком южнее острова Коррехидор. |
|             | «Понтиак» (англ. USS Pontiac (AF-20))                  | 20 мая 1945     | —                                | Корабль снабжения. 30 января 1945 года во время перехода из Бостона в Канаду был тяжело повреждён взорвавшимся параваном и затонул. Поднят 17 февраля и отправлен в Галифакс. 20 мая выведен из состава флота по причине нецелесообразности восстановления.                      |
|             | «Поркупайн» (англ. USS Porcupine (IX-126))             | 30 декабря 1944 | 12°01′59″ с. ш. 121°02′00″ в. д. | Использовался в качестве дозаправщика. Тяжело повреждён самолётом-камикадзе западнее острова Миндоро. Добит эсминцем «Ганзевурт». |
|             | «Редвинг» (англ. USS Redwing (AM-48))                  | 29 июня 1943    | 37°19′00″ с. ш. 9°56′00″ в. д.   | Использовался в качестве вспомогательного минного тральщика. Подорвался на немецкой мине и затонул севернее Бизерты. |
|             | «Рескюэр» (англ. USS Rescuer (ARS-18))                 | 31 декабря 1942 | 54°43′24″ с. ш. 164°08′17″ з. д. | Поисково-спасательный корабль. Сел на мель у острова Унимак во время спасения советского сухогруза «Турксиб». Получил тяжёлые повреждения, не восстанавливался. |
|             | «Роберт Л. Барнс» (англ. USS Robert L. Barnes (AG-27)) | 10 декабря 1941 | —                                | Использовался в качестве вспомогательного топливозаправщика. Был захвачен японцами во время Гуамской операции. После войны продан англичанам. Отправлен на слов в 1950 году. |
|             | «Ронаки» (англ. USS Ronaki (IX-94))                    | 18 июня 1943    | Точное местоположение неизвестно | Передан флоту США новозеландским правительством, использовался в качестве вспомогательной шхуны. Сел на мель у восточного побережья Австралии, не восстанавливался. |
|             | «Рочестер» (англ. USS Rochester (CA-2))                | 24 декабря 1941 | 14°48′24″ с. ш. 120°16′58″ в. д. | Бывший корабль Соединённых Штатов Нью-Йорк. Устаревший броненосный крейсер, в течение 6 лет стоял на приколе в Субик-Бей. Хотя в октябре 1938 года корабль был выведен из состава флота, он был затоплен во избежание захвата японцами там же.                                   |
|             | «Ситира» (англ. USS Cythera (PY-26))                   | 2 мая 1942      | 33°30′00″ с. ш. 75°40′00″ з. д.  | Патрульная яхта. Потоплена немецкой подводной лодкой «U-402» восточнее Уилмингтона. |
|             | «Уокер» (англ. USS Walker (DD-163))                    | 28 декабря 1941 | 26°35′00″ с. ш. 143°49′00″ з. д. | Устаревший эсминец типа «Викс», по планам должен был использоваться в качестве учебного судна. Во время буксировки флотским танкером «Нетчис», сорвался с буксировочного троса и был затоплен им северо-восточнее Гавайских островов.                                            |
|             | «Фишериз II» (англ. USS Fisheries II)                  | 5 мая 1942      | Точное местоположение неизвестно | Небольшая прибрежная патрульная яхта. Хотя официальных данных о принятии реквизированного корабля на военную службу нет, во многих документах стоит префикс USS, обозначающий принадлежность корабля военно-морским силам. Затоплен во избежание захвата японцами у Коррехидора. |
|             | «Эйлантус» (англ. USS Ailanthus (AN-38))               | 26 февраля 1944 | Точное местоположение неизвестно | Морской кабелеукладчик. Наскочил на подводные камни во время шторма у Алеутских островов. Не восстанавливался. |
|             | «Экстректор» (англ. USS Extractor (ARS-15))            | 24 января 1945  | 15°44′02″ с. ш. 135°29′00″ в. д. | Поисково-спасательный корабль. Потоплен по ошибке американской подводной лодкой «Гардфиш» в Филиппинском море. |
|             | «Эсфэлт» (англ. USS Asphalt (IX-153))                  | 6 октября 1944  | 15°13′02″ с. ш. 145°42′14″ в. д. | Железобетонная самоходная баржа, использовалась для перевозки продуктов питания. Наскочил на коралловый риф у острова Сайпан и был затоплен. |
|             | «Этик» (англ. USS Atik (AK-101))                       | 26 марта 1942   | 35°38′00″ с. ш. 70°14′00″ з. д.  | Судно-ловушка для немецких подводных лодок. Потоплен субмариной «U-123» у восточного побережья США. |
|             | «Юта» (англ. USS Utah (BB-31))                         | 7 декабря 1941  | 21°22′08″ с. ш. 157°57′45″ з. д. | Устаревший линейных корабль, использовался в качестве корабля-цели. Потоплен авиационными торпедами во время атаки на Пёрл-Харбор. В настоящее время на месте гибели корабля устроен мемориал.                                                                                   |